# Смирнов, Николай Григорьевич (партийный деятель)
Никола́й Григо́рьевич Смирно́в (1931, Титово — 14 января 2019) — советский хозяйственный, государственный и политический деятель.

## Биография
Родился в 1931 году в селе Титово. Член КПСС с 1958 года.
С 1954 года — на хозяйственной, общественной и политической работе. В 1954—1990 гг. — лесничий Арги-Пагинского лесничества, инженер, старший лесничий, директор Кировского лесхоза, главный лесничий Тымовского леспромхоза Сахалинской области, старший инженер отдела лесного хозяйства управления лесной промышленности, инструктор, заместитель заведующего, заведующий отделом, секретарь, второй секретарь Сахалинского обкома КПСС.
Избирался депутатом Верховного Совета РСФСР 10-го и 11-го созывов. Делегат XXVI и XXVII съездов КПСС.
Почётный гражданин Сахалинской области.
Умер в Южно-Сахалинске в 2019 году.